# Comté de Decatur (Indiana)
Pour les articles homonymes, voir Comté de Decatur.
Le comté de Decatur (anglais : Decatur County) est un comté de l'État de l'Indiana, aux États-Unis. Il comptait 24 555 habitants en 2000. Son siège est Greensburg.